# شیشمانوواتس
شیشمانوواتس (به صربی: Šišmanovac) یک منطقهٔ مسکونی در صربستان است که در پروکوپلیه واقع شده‌است. شیشمانوواتس ۹۵ نفر جمعیت دارد.